# Deutscher Mondschein
Deutscher Mondschein ist eine Novelle von Wilhelm Raabe, die im zeitigen Frühjahr 1872 entstand und 1873 bei Hallberger in Stuttgart in der gleichnamigen Sammlung erschien. Die Novelle war vorher im selben Jahr in der Illustrierten „Über Land und Meer“ abgedruckt worden. Sie wurde zu Lebzeiten Raabes 1875, 1896, 1901 und 1905 neuaufgelegt.
Raabe hat in dem kurzen Text Eindrücke eines Badesommers 1867 auf Sylt mit der Märzrevolution verknüpft.

## Inhalt
Der Erzähler, ein nicht benannter Jurist, verbringt den Sommer 1867 auf ärztlichen Rat in Tinnum. Er trifft beim Abendspaziergang in den Dünen auf seinen Kollegen Löhnefinke, den Königlich Preußischen Kreisrichter zu Groß-Fauhlenberge. Der Erzähler muss den etwa fünfzigjährigen korpulenten Löhnefinke für einen Wahnsinnigen halten, denn Löhnefinke hasst den Mond; nennt den eben hinter den Watten unschuldig aufgehenden Mond seinen Todfeind und gebärdet sich auch ganz danach. Weil der Erzähler früher mit Löhnefinke Akten ausgetauscht hat und ihn bis dato für einen unbescholtenen, korrekten Kollegen gehalten hat, befragt er Löhnefinke mit kriminalistischen Eifer nach seiner „Mondfeindschaft“. Der Erzähler wird zunächst aus Löhnefinkes Antworten nicht schlau: Löhnefinke büße für seine Jugendsünden. Er sei ein Leben lang zu solide gewesen und bereue das nun. Alles hätte 1848 angefangen. Und dann ein Jahr darauf sei Löhnefinke „aus einer erregten Volksversammlung“ heimgekommen, sei in der Fensterbank eingeschlafen und das „hämische Gestirn“ habe ihm mehrere Stunden auf den Kopf geschienen.  Dies sei nicht ohne Nachwirkung geblieben. Löhnefinke berichtet: „Und am folgenden Morgen hatte ich nicht nur Kopfweh, sondern auch einen ausgesprochenen Ekel an manchen Dingen und Menschen, die mir sonst sehr hoch in Empfindung, Gefühl und Achtung gestanden hatten. Die Poesie brach durch – und – Kollege, wissen Sie, was das bedeutet, wenn die Poesie des Lebens bei einem Königlich Preußischen Auskultator zum Durchbruch gelangt?“ Unterdrückte Poesie habe Löhnefinke verrückt gemacht, und nun räche sich der deutsche Mondschein an ihm. Aber die Zeit der Selbstbeherrschung sei ein für alle Mal vorbei. In diesem Jahr siebenundsechzig habe er eine Lobeshymne in Sonett-Form auf Bismarck im Inseratenteil der Nationalzeitung publiziert. Für dieses späte Umschwenken des postrevolutionären Löhnefinkes zeigt der Erzähler als Justizbeamter vollstes Verständnis.
Auch Löhnefinkes Wachpersonal, die Gattin und die fast erwachsene Tochter, halten ihn für wahnsinnig, haben ihn schon längere Zeit in den Dünen gesucht und können ihn endlich einfangen.

## Rezeption
- Fuld[7] liest die Novelle als sarkastische Erinnerung an die „abgebrochene Revolution“ 1848 und deren Folgen im Jahr 1849. Der Beamte Löhnefinke läuft angesichts der politischen Ereignisse zu den Poeten über.[A 3]
- Weiter führende Arbeiten nennen
  - Meyen[8]: Edmund Hofer und Hermann Marggraf (1873) und
  - Fuld[9]: Hans Jürgen Schrader (1973).

### Erstausgabe
- Deutscher Mondschein. Vier Erzählungen. 261 Seiten. Hallberger, Stuttgart 1873 (enthält: Deutscher Mondschein. Der Marsch nach Hause. Des Reiches Krone. Theklas Erbschaft oder die Geschichte eines schwülen Tages)

### Verwendete Ausgabe
- Deutscher Mondschein, S. 161–185 in: Fritz Böttger (Hrsg.): Wilhelm Raabe: Deutsche Scherzos. Sechs Erzählungen. 707 Seiten. Verlag der Nation, Berlin 1962

### Weitere Ausgaben
- Deutscher Mondschein. S. 379–402. Mit einem Anhang, verfasst von Karl Hoppe, S. 503–507 in Karl Hoppe (Bearb.), Hans Oppermann (Bearb.), Constantin Bauer (Bearb.), Hans Plischke (Bearb.): Erzählungen. Sankt Thomas. Die Gänse von Bützow. Theklas Erbschaft. Gedelöcke. Im Siegeskranze. Der Marsch nach Hause. Des Reiches Krone. Deutscher Mondschein. Vandenhoeck & Ruprecht, Göttingen 1976. Bd. 9.2 (2. Aufl., besorgt von Karl Hoppe), ISBN 3-525-20120-6 in Hoppe (Hrsg.), Jost Schillemeit (Hrsg.), Hans Oppermann (Hrsg.), Kurt Schreinert (Hrsg.): Wilhelm Raabe. Sämtliche Werke. Braunschweiger Ausgabe. 24 Bde.
- Wilhelm Raabe: Deutscher Mondschein. Eine Sylter Novelle. Mit Fotos von Günter Pump. 57 Seiten. Husum Druck- und Verlagsgesellschaft 2006, ISBN 978-3-89876-256-4